# گیراگوس (بازیکن فوتبال)
گیراگیوس (ارمنی غربی: Կիւրակոս؛ عربی: غيراغوس؛ زادهٔ) بازیکن فوتبال در پست هافبک ارمنی‌تبار اهل لبنان است.

## باشگاهی
از باشگاه‌هایی که در آن بازی کرده‌است می‌توان به باشگاه فوتبال هومنتمن بیروت اشاره کرد.

## تیم ملی
وی همچنین در تیم ملی فوتبال لبنان بازی کرده‌است.